# جيمس أغسطس ستيوارت
جيمس أغسطس ستيوارت (بالإنجليزية: James Augustus Stewart)‏ هو محامي وقاضي وسياسي أمريكي، ولد في 24 نوفمبر 1808، وتوفي في 3 أبريل 1879. حزبياً، نشط في الحزب الديمقراطي. وقد انتخب عضو مجلس النواب لولاية ماريلند وانتخب عضو مجلس النواب الأمريكي.